# 紀元前486年
紀元前486年（きげんぜん486ねん）は、ローマ暦の年である。
当時は、「ウェケッリヌスとルティルスが共和政ローマ執政官に就任した最初の年」として知られていた（もしくは、それほど使われてはいないが、ローマ建国紀元268年）。紀年法として西暦（キリスト紀元）がヨーロッパで広く普及した中世時代初期以降、この年は紀元前486年と表記されるのが一般的となった。

## 他の紀年法
- 干支 : 乙卯
- 日本
  - 皇紀175年
  - 懿徳天皇25年
- 中国
  - 周 - 敬王34年
  - 魯 - 哀公9年
  - 斉 - 悼公3年
  - 晋 - 定公26年
  - 秦 - 悼公5年
  - 楚 - 恵王3年
  - 宋 - 景公31年
  - 衛 - 出公7年
  - 陳 - 湣公16年
  - 蔡 - 成侯5年
  - 鄭 - 声公15年
  - 燕 - 孝公7年
  - 呉 - 夫差10年
- 朝鮮
  - 檀紀1848年
- ベトナム :
- 仏滅紀元 : 59年
- ユダヤ暦 : 3275年 - 3276年

## できごと

### エジプト
- ダレイオス1世の死去に際し、エジプトでアケメネス朝ペルシアの支配に対する反乱が起こった。この反乱は、恐らく西デルタのリビア人に率いられ、翌年、クセルクセス1世によって鎮圧された。

### 共和政ローマ
- 3度目の執政官となったスプリウス・カッシウス・ウェケッリヌスは、貧しいプレブスを助けるための農地改革法を提案したが、パトリキや豊かなプレブスからの強い反発を受け、処刑された。

### 中国
- 宋の皇瑗が雍丘で鄭軍を破った。
- 楚が陳に侵攻した。
- 呉王夫差が邗溝を開いた。これは長江と淮河を結び、北方の国家である宋や魯と戦争するための補給品の輸送路となった。

### 芸術
- ペルセポリスにあるアパダナのレリーフの建設が終わった。現在は、テヘランのIranbustan博物館に収蔵されている。

## 死去
- ダレイオス1世:アケメネス朝ペルシアの王（紀元前550年生）
- スプリウス・カッシウス・ウェケッリヌス:ローマの執政官